# David Smith (siatkarz)
David Smith (ur. 15 maja 1985 w Los Angeles) – amerykański siatkarz, reprezentant kraju, grający na pozycji środkowego. 
Podczas Gali Polskiej Ligi Siatkówki 2023 został najlepszym obcokrajowcem sezonu 2022/2023 PlusLigi.

## Sukcesy klubowe
Superpuchar Hiszpanii:
- 2010

Liga hiszpańska:
- 2011

Liga francuska:
- 2012, 2013, 2014, 2015

Superpuchar Francji:
- 2012, 2014, 2015

Puchar Francji:
- 2013, 2014, 2015[3]

Superpuchar Polski:
- 2019, 2020, 2023[4]

Puchar Polski:
- 2021, 2022[5], 2023[6]

Liga polska:
- 2022[7]
- 2021, 2023[8]

Liga Mistrzów:
- 2021, 2022, 2023[9]

## Sukcesy reprezentacyjne
Mistrzostwa Ameryki Północnej, Środkowej i Karaibów Juniorów:
- 2004

Letnia Uniwersjada:
- 2007

Puchar Panamerykański:
- 2010, 2012
- 2011

Liga Światowa:
- 2014
- 2012
- 2015

Puchar Świata:
- 2015
- 2019

Igrzyska Olimpijskie:
- 2016, 2024[10]

Mistrzostwa Ameryki Północnej, Środkowej i Karaibów:
- 2017, 2023[11]

Liga Narodów:
- 2019, 2022[12], 2023[13]
- 2018

Mistrzostwa Świata:
- 2018

## Nagrody indywidualne
- 2022: Najlepszy środkowy turnieju finałowego Ligi Narodów
- 2023: MVP Super Finału Ligi Mistrzów
- 2023: Najlepszy środkowy turnieju finałowego Ligi Narodów[14]